# Benedikte zu Dänemark

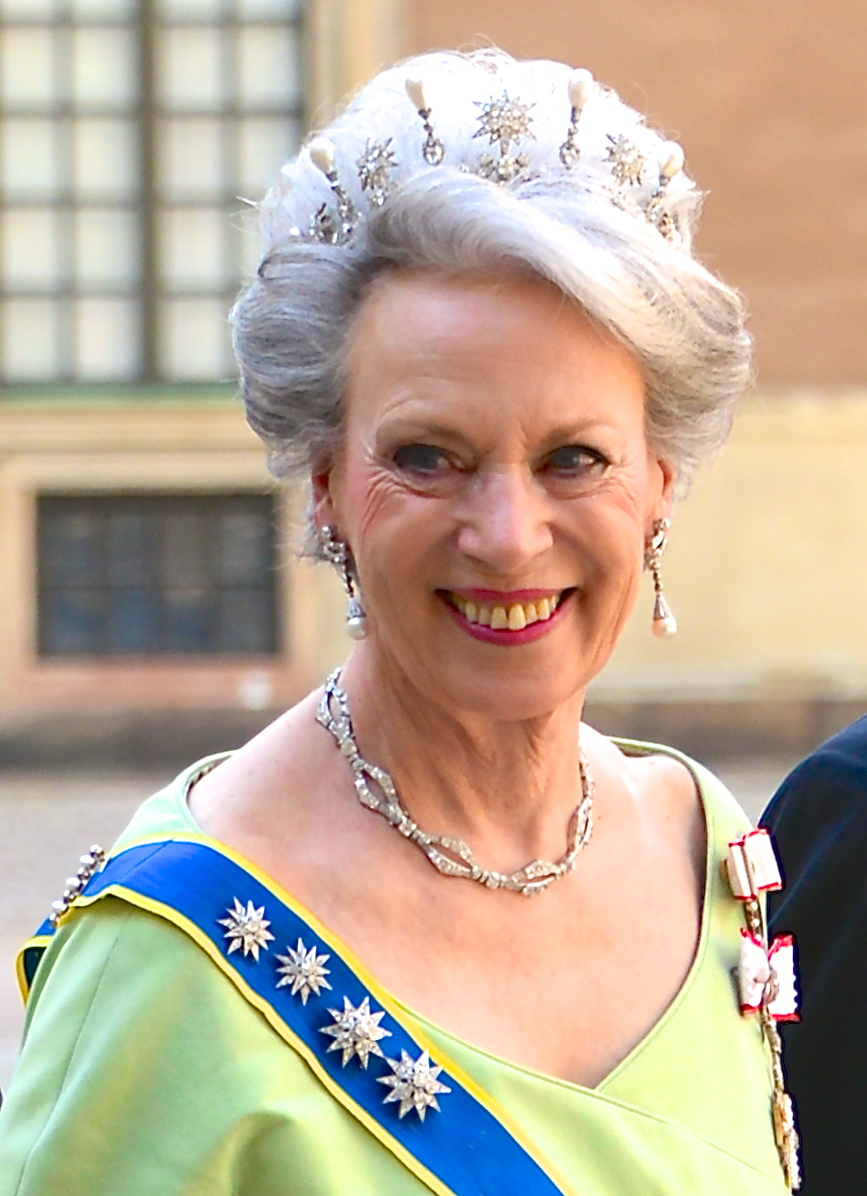
Prinzessin Benedikte (2013)

Prinzessin Benedikte Astrid Ingeborg Ingrid zu Dänemark, Prinzessin zu Sayn-Wittgenstein-Berleburg (* 29. April 1944 auf Schloss Amalienborg in Kopenhagen) ist eine dänische Prinzessin. Sie ist die jüngere Schwester der früheren Königin Margrethe II. von Dänemark.

## Leben

### Kindheit und Jugend

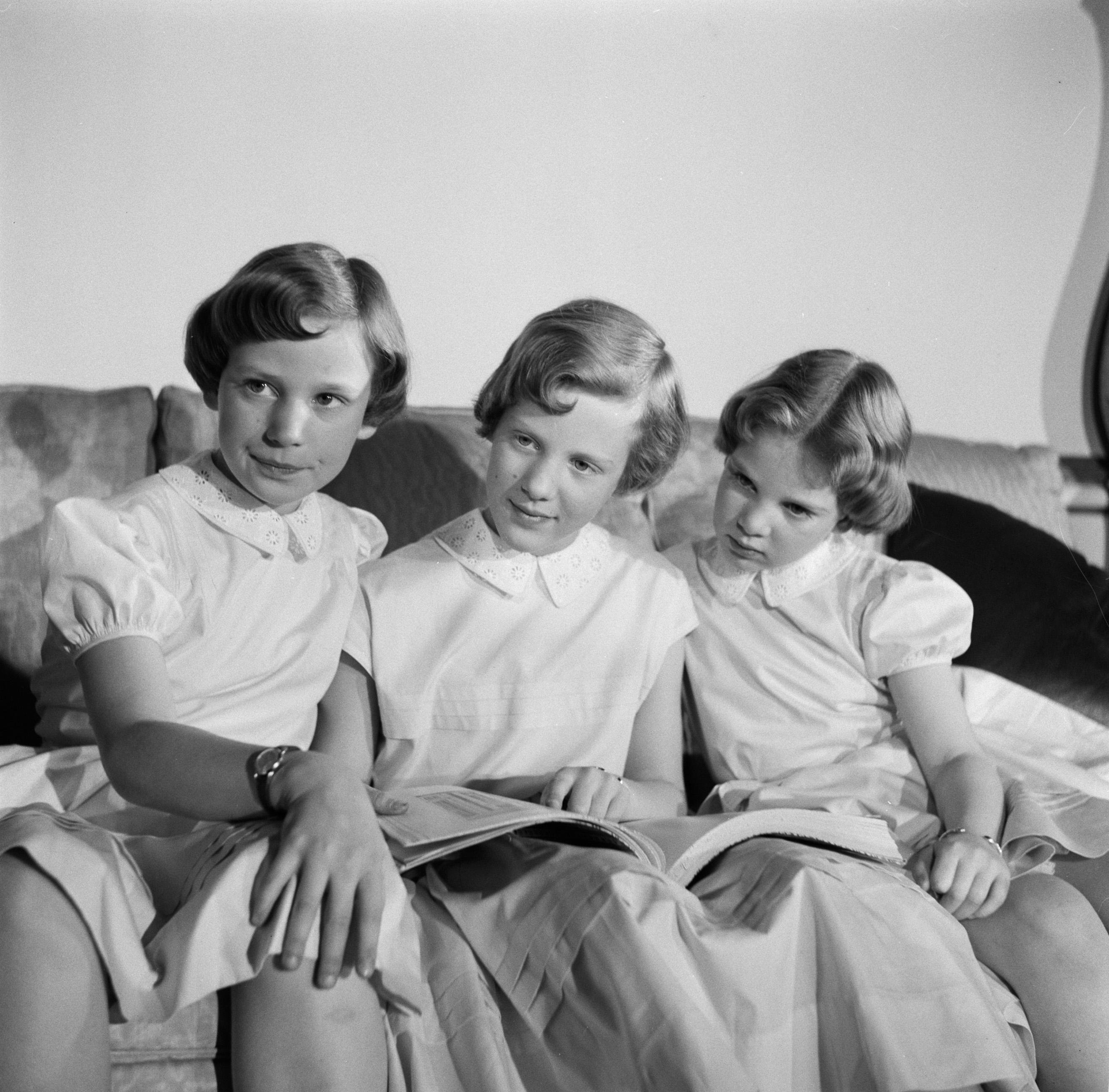
Prinzessin Benedikte (links) mit ihren Schwestern Margrethe und Anne-Marie (1954)

Prinzessin Benedikte wurde am 29. April 1944 auf Schloss Amalienborg in Kopenhagen geboren. Sie ist die zweite Tochter des dänischen Königs Frederik IX. (1899–1972) und seiner Frau Prinzessin Ingrid (1910–2000), der einzigen Tochter von König Gustav VI. Adolf von Schweden und der britischen Prinzessin Margaret von Connaught. Aus der Ehe ihrer Eltern gingen zwei weitere Töchter hervor: Margrethe Alexandrine Þórhildur Ingrid (* 1940), die frühere Königin von Dänemark, und Anne-Marie Dagmar Ingrid (* 1946), die letzte Königin von Griechenland.
Die Prinzessin wurde während der deutschen Besatzung Dänemarks geboren. Einen Tag nach ihrer Geburt feuerten Mitglieder der dänischen Widerstandsgruppe Holger Danske 21 Salutschüsse im öffentlichen Park Ørstedsparken in Kopenhagen ab, als Hinweis auf die traditionellen Salutschüsse der durch die Besatzungsmacht demobilisierten dänischen Armee und Marine.
Sie wurde am 24. Mai 1944 in der Holmens Kirke in Kopenhagen getauft. Als ihre Taufpaten fungierten König Christian X., Prinz Gustav, König Gustav VI. Adolf, Graf Sigvard Bernadotte, Sir Alexander Ramsay, Königin Alexandrine, Königin Elizabeth, spätere Queen Mum, Prinzessin Caroline-Mathilde, Prinzessin Margaretha und Prinzessin Ingeborg.
Nach dem Tod des Großvaters am 20. April 1947 wurde ihr Vater als König Frederik IX. proklamiert. Zunächst war ihr Onkel Knut von Dänemark dänischer Thronfolger, da die Verfassung einen männlichen Thronfolger vorsah und Frederik IX. keinen Sohn hatte. 1953 kam es zur Änderung der Verfassung, sodass diese nun auch die weibliche Thronfolge ermöglichte. Benediktes ältere Schwester Margrethe wurde Thronfolgerin, während sie Platz zwei einnahm. Im Mai 1968 fiel sie durch die Geburt ihres Neffen Frederik erstmals zurück.
Prinzessin Benedikte und ihre Schwestern wuchsen in Appartements im Schloss Amalienborg und in Schloss Fredensborg auf der Insel Seeland auf. Die Sommerferien verbrachte sie mit der königlichen Familie in der Sommerresidenz ihrer Eltern, Schloss Gråsten in Gråsten. Sie galt in ihrer Kindheit zwar als zurückhaltend und schüchtern, zeigte aber großes Interesse am Reiten und wurde, angeregt durch ihre Mutter, Mitglied bei den Pfadfindern.
Sie besuchte die Privatschule N. Zahles Skole in Kopenhagen, ein Internat in Großbritannien und ein Mädchenpensionat in der Schweiz. 1965 belegte sie Mode- und Designkurse an der Scandinavian Academy of Fashion Design.
1961 war sie eine der Brautjungfern auf der Hochzeit ihrer Cousine Prinzessin Birgitta von Schweden und 1962 gemeinsam mit ihrer Schwester Anne-Marie auf der Hochzeit von Prinzessin Sophia von Griechenland und Infant Juan Carlos von Spanien.

### Heirat

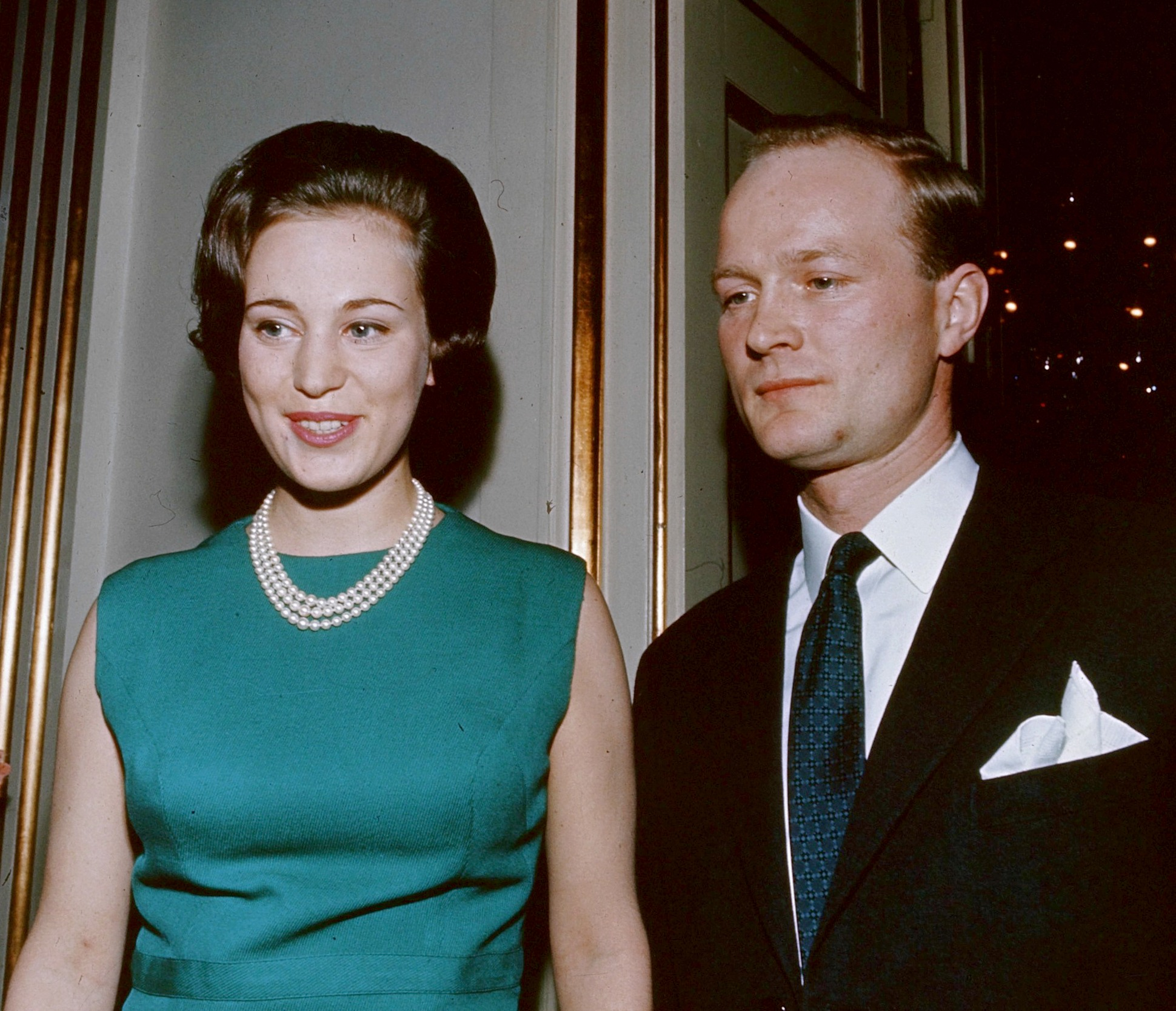
Prinzessin Benedikte und Prinz Richard vor ihrer Hochzeit

Auf der Hochzeit der damaligen Kronprinzessin Beatrix der Niederlande mit dem deutschen Diplomaten Claus von Amsberg lernte Benedikte ihren zukünftigen Mann kennen. Am 3. Februar 1968 heiratete sie auf Schloss Fredensborg Richard zu Sayn-Wittgenstein-Berleburg (1934–2017), den ältesten Sohn von Gustav Albrecht Prinz zu Sayn-Wittgenstein-Berleburg und dessen Ehefrau, der schwedischen Gräfin Margareta Fouché d’Otrante. Aus der Ehe gingen drei Kinder hervor:
- Gustav Frederik Philip Richard (* 12. Januar 1969 in Frankfurt) ⚭ 2022 Carina Axelsson (* 1968)
- Alexandra Rosemarie Ingrid Benedikte (* 20. November 1970 in Kopenhagen) 1. ⚭ 1998–2017 Jefferson-Friedrich Volker Benjamin Graf von Pfeil und Klein-Ellguth (* 1967); 2. ⚭ 2019 Michael Graf Ahlefeldt-Laurvig-Bille (* 1965)
- Nathalie Xenia Margareta Benedikte (* 2. Mai 1975 in Kopenhagen) ⚭ 2010–2022 Alexander Johannsmann (* 1977)

Benedikte und ihr Ehemann Richard haben sechs Enkelkinder. Seit ihrer Hochzeit lebt Prinzessin Benedikte abwechselnd in Bad Berleburg und auf Schloss Amalienborg in Kopenhagen. Ihr Ehemann starb im Jahr 2017 nach 49 Jahren Ehe.

## Aufgaben

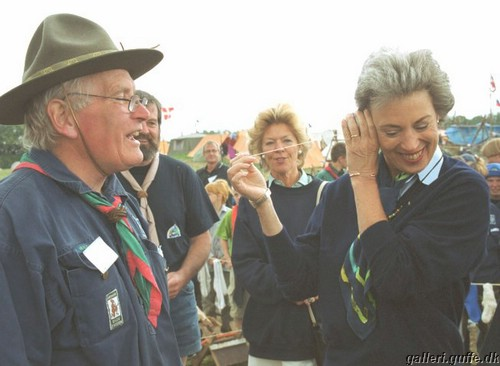
Prinzessin Benedikte im Sommerlager des Dänischen Pfadfinderverbandes im Jahr 1999

Benedikte vertritt, wie ihr Neffe Joachim zu Dänemark, als Reichsverweser das Staatsoberhaupt, wenn der König und die frühere Königin außer Landes sind.
Benedikte nimmt zahlreiche Ehrenämter wahr, unter anderem in Organisationen aus den Bereichen Bildung, Erziehung, Gesundheitswesen, Frauen und Reitsport.
Ein Schwerpunkt ist das Engagement für die Pfadfinderbewegung, seit sie in ihrer Jugend selbst Pfadfinderin war. Sie ist Vorsitzende des dänischen Rates der Pfadfinderinnen und Patronin von zwei dänischen Pfadfinderorganisationen (Det danske Spejderkorps, De grønne pigespejdere); international ist sie Schutzherrin der Olave Baden-Powell Society, die die Arbeit der World Association of Girl Guides and Girl Scouts finanziell unterstützt.

## Titel
- 1944–1953: Ihre Königliche Hoheit Prinzessin Benedikte von Dänemark
- 1953–1968: Ihre Königliche Hoheit Prinzessin Benedikte zu Dänemark
- 1968–heute: Ihre Königliche Hoheit Prinzessin Benedikte zu Dänemark, Prinzessin zu Sayn-Wittgenstein-Berleburg

## Sonstiges
Auf ihren Namen war eine 1959 in Dienst gestellte Fähre der Danske Statsbaner benannt.
Erneut nach ihr wurde die am 7. Mai 1997 in Frederikshavn getaufte Prinsesse Benedikte benannt, die zwischen Puttgarden (D) und Rødbyhavn (DK) im Einsatz ist.

## Vorfahren
| Ahnentafel von Benedikte von Dänemark | Ahnentafel von Benedikte von Dänemark                                                           | Ahnentafel von Benedikte von Dänemark                                                           | Ahnentafel von Benedikte von Dänemark                                                                                   | Ahnentafel von Benedikte von Dänemark                                                                                   | Ahnentafel von Benedikte von Dänemark                                                              | Ahnentafel von Benedikte von Dänemark                                                              | Ahnentafel von Benedikte von Dänemark                                                                              | Ahnentafel von Benedikte von Dänemark                                                                              | Ahnentafel von Benedikte von Dänemark                                                                            | Ahnentafel von Benedikte von Dänemark                                                                            |
| ------------------------------------- | ----------------------------------------------------------------------------------------------- | ----------------------------------------------------------------------------------------------- | --- | --- | -------------------------------------------------------------------------------------------------- | -------------------------------------------------------------------------------------------------- | --- | --- | --- | --- |
| Ururgroßeltern                        | König Christian IX. (1818–1906) ⚭ 1842 Prinzessin Luise von Hessen (1817–1898)                  | König Karl XV. (Schweden) (1826–1872) ⚭ 1850 Prinzessin Luise von Oranien-Nassau (1828–1871)    | Großherzog Friedrich Franz II. (Mecklenburg) (1823–1883) ⚭ 1849 Prinzessin Auguste Reuß zu Schleiz-Köstritz (1822–1862) | Großfürst Michael Nikolajewitsch Romanow (1832–1909) ⚭ 1857 Prinzessin Cäcilie von Baden (1839–1891)                    | König Oskar II. (Schweden) (1829–1907) ⚭ 1857 Prinzessin Sophia von Nassau (1836–1913)             | Großherzog Friedrich I. von Baden (1826–1907) ⚭ 1856 Prinzessin Luise von Preußen (1838–1923)      | Prinz Albert von Sachsen-Coburg und Gotha (1819–1861) ⚭ 1840 Königin Victoria (Vereinigtes Königreich) (1819–1901) | Prinz Albert von Sachsen-Coburg und Gotha (1819–1861) ⚭ 1840 Königin Victoria (Vereinigtes Königreich) (1819–1901) | Prinz Friedrich Karl Nikolaus von Preußen (1828–1885) ⚭ 1854 Prinzessin Maria Anna von Anhalt-Dessau (1837–1906) | Prinz Friedrich Karl Nikolaus von Preußen (1828–1885) ⚭ 1854 Prinzessin Maria Anna von Anhalt-Dessau (1837–1906) |
| Urgroßeltern                          | König Friedrich VIII. (1843–1912) ⚭ 1869 Prinzessin Luise von Schweden (1851–1926)              | König Friedrich VIII. (1843–1912) ⚭ 1869 Prinzessin Luise von Schweden (1851–1926)              | Großherzog Friedrich Franz III. (Mecklenburg) (1851–1897) ⚭ 1879 Großfürstin Anastasia Michailowna Romanowa (1860–1922) | Großherzog Friedrich Franz III. (Mecklenburg) (1851–1897) ⚭ 1879 Großfürstin Anastasia Michailowna Romanowa (1860–1922) | König Gustav V. (Schweden) (1858–1950) ⚭ 1881 Prinzessin Viktoria von Baden (1862–1930)            | König Gustav V. (Schweden) (1858–1950) ⚭ 1881 Prinzessin Viktoria von Baden (1862–1930)            | Herzog Arthur Wilhelm von Connaught (1850–1942) ⚭ 1879 Prinzessin Luise Margareta von Preußen (1860–1917)          | Herzog Arthur Wilhelm von Connaught (1850–1942) ⚭ 1879 Prinzessin Luise Margareta von Preußen (1860–1917)          | Herzog Arthur Wilhelm von Connaught (1850–1942) ⚭ 1879 Prinzessin Luise Margareta von Preußen (1860–1917)        | Herzog Arthur Wilhelm von Connaught (1850–1942) ⚭ 1879 Prinzessin Luise Margareta von Preußen (1860–1917)        |
| Großeltern                            | König Christian X. (1870–1947) ⚭ 1898 Herzogin Alexandrine von Mecklenburg-Schwerin (1879–1952) | König Christian X. (1870–1947) ⚭ 1898 Herzogin Alexandrine von Mecklenburg-Schwerin (1879–1952) | König Christian X. (1870–1947) ⚭ 1898 Herzogin Alexandrine von Mecklenburg-Schwerin (1879–1952)                         | König Christian X. (1870–1947) ⚭ 1898 Herzogin Alexandrine von Mecklenburg-Schwerin (1879–1952)                         | König Gustav VI. Adolf (Schweden) (1882–1973) ⚭ 1905 Prinzessin Margaret von Connaught (1882–1920) | König Gustav VI. Adolf (Schweden) (1882–1973) ⚭ 1905 Prinzessin Margaret von Connaught (1882–1920) | König Gustav VI. Adolf (Schweden) (1882–1973) ⚭ 1905 Prinzessin Margaret von Connaught (1882–1920)                 | König Gustav VI. Adolf (Schweden) (1882–1973) ⚭ 1905 Prinzessin Margaret von Connaught (1882–1920)                 | König Gustav VI. Adolf (Schweden) (1882–1973) ⚭ 1905 Prinzessin Margaret von Connaught (1882–1920)               | König Gustav VI. Adolf (Schweden) (1882–1973) ⚭ 1905 Prinzessin Margaret von Connaught (1882–1920)               |
| Eltern                                | König Friedrich IX. (1899–1972) ⚭ 1935 Prinzessin Ingrid von Schweden (1910–2000)               | König Friedrich IX. (1899–1972) ⚭ 1935 Prinzessin Ingrid von Schweden (1910–2000)               | König Friedrich IX. (1899–1972) ⚭ 1935 Prinzessin Ingrid von Schweden (1910–2000)                                       | König Friedrich IX. (1899–1972) ⚭ 1935 Prinzessin Ingrid von Schweden (1910–2000)                                       | König Friedrich IX. (1899–1972) ⚭ 1935 Prinzessin Ingrid von Schweden (1910–2000)                  | König Friedrich IX. (1899–1972) ⚭ 1935 Prinzessin Ingrid von Schweden (1910–2000)                  | König Friedrich IX. (1899–1972) ⚭ 1935 Prinzessin Ingrid von Schweden (1910–2000)                                  | König Friedrich IX. (1899–1972) ⚭ 1935 Prinzessin Ingrid von Schweden (1910–2000)                                  | König Friedrich IX. (1899–1972) ⚭ 1935 Prinzessin Ingrid von Schweden (1910–2000)                                | König Friedrich IX. (1899–1972) ⚭ 1935 Prinzessin Ingrid von Schweden (1910–2000)                                |
| Benedikte zu Dänemark                 |                                                                                                 |                                                                                                 | | | | | | | | |